# Hadosiddapura, Bangalore South
Hadosiddapura là một làng thuộc tehsil Bangalore South, huyện Bangalore Urban, bang Karnataka, Ấn Độ.